# Hochbruckenberg
Der Hochbruckenberg ist ein Berg im 14. Wiener Gemeindebezirk Penzing im nördlichen Wienerwald. Er hat eine Höhe von 497 m ü. A.
Er befindet sich nördostlich von Vorderhainbach und südöstlich von Hinterhainbach. Aus ihm quellen zahlreiche Gewässer, von denen der Kasgrabenbach am Bekanntesten ist. In diesen mündet auch das Dianabründl.